# Dąbrowa (Chrzanów)
Dąbrowa – część wsi Chrzanów w Polsce, położona w województwie lubelskim, w powiecie janowskim, w gminie Chrzanów.
Stanowi południowo-wschodnią, peryferyjną część wsi Chrzanów.
W latach 1954–1972 w gromadzie Chrzanów, od 1973 ponownie w gminie Chrzanów. W latach 1977–1982 przejściowo w gminie Dzwola w związku ze zniesieniem gminy Chrzanów. W latach 1975−1998 miejscowość administracyjnie należała do województwa tarnobrzeskiego.